# Ommatius flavicaudus
Ommatius flavicaudus là một loài ruồi trong họ Asilidae. Ommatius flavicaudus được Malloch miêu tả năm 1929. Loài này phân bố ở miền Australasia.